# Hypocrea lutea
Hypocrea lutea är en svampart som först beskrevs av Tode, och fick sitt nu gällande namn av Petch 1937. Hypocrea lutea ingår i släktet svampdynor och familjen Hypocreaceae.   Inga underarter finns listade i Catalogue of Life.